# Стернс, Пейтон
Пейтон Стернс (англ. Peyton Stearns; род. 8 октября 2001, Мейсон, Огайо) — американская профессиональная теннисистка. Победительница одного турнира WTA в одиночном разряде.

## Профессиональная карьера
Стернс начала заниматься теннисом в возрасте пяти лет и предпочитает корты с твердым покрытием. Она успешно играет в Мировом теннисном туре ITF среди женщин, где ей удалось на июнь 2023 года выиграть по пять титулов в одиночном и парном разряде.
В 2017 году Стернс выиграла титул чемпионата Мексики в парном разряде с партнершей Далайной Хьюитт на турнире Abierto Juvenil Mexicano.
В 2018 году Стернс участвовала во всех четырех турнирах Большого шлема как в женском одиночном разряде, так и в женском парном разряде среди юниоров. На Открытом чемпионате Австралии она вышла во второй раунд в женском одиночном разряде среди юниоров и вышла в четвертьфинал в женском парном разряде с партнершей Хьюитт. На Открытом чемпионате Франции в женском одиночном разряде и в женском парном разряде среди юниоров, она выбыла уже в первом раунде. На Уимблдоне она вышла во второй раунд в женском парном разряде среди юниорок и вышла в полуфинал в женском парном разряде в паре с Хьюитт. На Открытом чемпионате США в женском одиночном разряде среди юниоров она снова выбыла уже в первом раунде, но вышла в 1/8 финала в женском парном разряде среди юниоров с партнершей Элизабет Мандлик.

### 2022—2024
В 2022 году на Открытом чемпионате США Пейтон впервые в карьере приняла участие в основной сетке турниров Большого шлема. В первом круге она уступила россиянке Екатерине Александровой в трёх сетах.
В апреле 2023 года американская спортсменка вышла в финал турнира в Колумбии, где уступила Татьяне Марии из Германии. На Открытом чемпионате Франции 2023 года Стернс смогла дойти до третьего раунда, обыграв сначала Терезу Мартинцову, а затем 17-й номер посева Елену Остапенко. В третьем круге она встречалась с Дарьей Касаткиной из России, которой уступила 0:6 1:6.
В конце мая 2024 года стала победительницей в одиночном разряде турнира WTA-250 в Рабате (Марокко), где она в финале победила египтянку Маяр Шериф со счётом: 6-2, 6-1.

## Итоговое место в рейтинге WTA по годам
| Год  | Одиночный рейтинг | Парный рейтинг |
| 2024 | 48                | 120            |
| 2023 | 53                | 101            |
| 2022 | 209               | 266            |
| 2021 | 392               | 538            |
| 2020 | 478               | 756            |
| 2019 | 520               | 877            |
| 2018 | 887               | 1005           |

## Выступления на турнирах

### Финалы турнировWTAв одиночном разряде (2)

#### Победа (1)
| Легенда:                    |
| --------------------------- |
| Турниры Большого шлема (0)* |
| Олимпиада (0)               |
| Итоговый турнир WTA (0)     |
| WTA 1000 (0)                |
| WTA 500 (0)                 |
| WTA 250 (1)                 |

| Титулы по покрытиям | Титулы по месту проведения матчей турнира |
| ------------------- | ----------------------------------------- |
| Хард (0)*           | Зал (0)                                   |
| Грунт (1)           | Зал (0)                                   |
| Трава (0)           | Открытый воздух (1)                       |
| Ковёр (0)           | Открытый воздух (1)                       |

* количество побед в одиночном разряде.
| №  | Дата        | Турнир         | Покрытие | Соперница в финале | Счёт    |
| 1. | 25 мая 2024 | Рабат, Марокко | Грунт    | Маяр Шериф         | 6-2 6-1 |

#### Поражение (1)
| №  | Год           | Турнир           | Покрытие | Соперницы в финале | Счёт        |
| 1. | 9 апреля 2023 | Богота, Колумбия | Грунт    | Татьяна Мария      | 3-6 6-2 4-6 |